# Tom Lord-Alge
Tom Lord-Alge (nascido em 17 de janeiro de 1963)  é um engenheiro musical e mixer americano. Ele começou sua carreira na The Hit Factory em Nova York. Posteriormente, ele foi o mixer residente no que costumava ser conhecido como "South Beach Studios", localizado no térreo do Marlin Hotel.
Lord-Alge recebeu dois prêmios Grammy por seu trabalho em Back in the High Life (1986), de Steve Winwood, e Roll with It (1988), ambos vencendo na categoria 'Melhor Gravação de Engenharia – Categoria não-clássica'. Seu terceiro Grammy foi por Santana 's Supernatural (1999), que ganhou o Álbum do Ano. Lord-Alge mixou discos para U2, Simple Minds, The Rolling Stones, Pink, Peter Gabriel, OMD, Sarah McLachlan, Dave Matthews Band, Blink-182, Avril Lavigne, Hanson, Sum 41, Live, Manic Street Preachers, New Found Glory, Story of the Year e Marilyn Manson, entre outros.

## Carreira
Após fazer faculdade, ele começou a trabalhar com seu irmão em Nova Yorque em 1984.
O primeiro grande projeto de Lord-Alge foi a engenharia do álbum vencedor do Grammy de Steve Winwood, Back in the High Life (1986), incluindo seu hit número um, " Higher Love ". Ele passou a projetar o sucessor de Winwood, Roll with It (1988), incluindo sua faixa-título no topo das paradas. Ele então deixou a Unique Recording para trabalhar como engenheiro freelancer e mixer.
A virada de Lord-Alge como engenheiro de mixagem foi em 1993, depois de mixar God Shuffled His Feet de Crash Test Dummies, apresentando seu hit " Mmm Mmm Mmm Mmm ". Pouco tempo depois, ele mixou o multi-platina Throwing Copper do Live, que até agora vendeu mais de oito milhões de cópias nos Estados Unidos. O sucesso desses álbuns marcou o início da carreira profissional de Lord-Alge como engenheiro de mixagem. Ele mixou no South Beach Studios em Miami antes de fechar, e é representado exclusivamente pela Global Positioning Services Management em Santa Monica.
Como seu irmão Chris, Lord-Alge é bem conhecido por seu uso extensivo de compressão na mixagem como uma técnica criativa e funcional.

## Vida pessoal
Lord-Alge é um dos quatro irmãos e duas irmãs (Meg e Lisa), dois dos quais são engenheiros de áudio e mixagem, ou seja, Chris e Jeff Lord-Alge. A mãe deles, Vivian Lord, era cantora de jazz e pianista, enquanto o pai vendia jukeboxes para viver. Tom Lord-Alge credita seu irmão Chris como uma forte influência em seu desenvolvimento inicial como engenheiro e mixer.